# Colosseo (album)
Colosseo è un album dal vivo di Biagio Antonacci, pubblicato nel 2011.
L'album è stato registrato il 3 luglio 2011 presso l'Anfiteatro Flavio Colosseo in Roma, in occasione di un concerto a scopo benefico organizzato dalla Commissione Nazionale Italiana per l'UNESCO, presieduta dal Professor Giovanni Puglisi, in collaborazione con Il Ministero per i Beni e le Attività Culturali e la Soprintendenza Speciale per i Beni Archeologici di Roma, a supporto dell'istituzione di borse di studio per giovani archeologhe e archeologi provenienti da paesi in stato di guerra. L'album viene certificato disco di platino per le 60 000 copie vendute e viene premiato in occasione dei WMA 2012.
Durante il concerto hanno suonato: Biagio Antonacci (chitarra acustica e percussioni), Paolo Baglioni (percussioni), Fabrizio Morganti (batteria e percussioni), Emiliano fantuzzi (chitarra acustica) Gabriele Fersini (chitarra acustica a 12 corde e chitarra elettrica), Mattia Bigi (basso), Alessandro Magri (piano e tastiere)Massimiliano Tagliata (Fisarmonica), Lorenzo Borneo (primo violino concertatore), Simona Cazzulani (violino), Mujan Hosseinzaneh (viola), Rivieri Lazeri (violoncello), Diana Colosi (arpa).
Gli arrangiamenti, affidati a Stefano De Maio, sono stati realizzati appositamente per non danneggiare il Colosseo e sfoggiano sonorità che richiamano lo stile della Premiata Forneria Marconi e i Gotan Project.

## Tracce
1. Inaspettata (live 2011)
2. Lascia stare (live 2011)
3. Non ci facciamo compagnia (live 2011)
4. Se fosse per sempre (live 2011)
5. Come se fossi un'isola (live 2011)
6. Se è vero che ci sei (live 2011)
7. Lei, lui e lei (live 2011)
8. Sognami (live 2011)
9. Quanto tempo e ancora (live 2011)
10. Pazzo di lei (live 2011)
11. Non tentarmi (live 2011)
12. Vivimi (live 2011)
13. Ritorno ad amare (live 2011)
14. Amore caro, amore bello (live 2011)
15. Buon giorno bell'anima (live 2011)
16. Immagina (live 2011)
17. Chiedimi scusa (live 2011)
18. Iris (tra le tue poesie) (live 2011)